# Porphyrinia porphyrina
Porphyrinia porphyrina är en fjärilsart som beskrevs av Freyer 1848. Porphyrinia porphyrina ingår i släktet Porphyrinia och familjen nattflyn. Inga underarter finns listade i Catalogue of Life.